# Grace Frank
Grace Frank (* 28. Juni 1886 in New Haven (Connecticut); † 22. März 1978 in Baltimore) war eine US-amerikanische Romanistin und Mediävistin.

## Leben und Werk
Grace Edith Mayer wuchs in Chicago auf und studierte an der University of Chicago.  1907 machte sie  BA und  heiratete den Altphilologen und Althistoriker Tenney Frank (1876–1939),  der von 1904 bis 1919 am Bryn Mawr College lehrte. Dort  studierte sie weiter und begleitete ihren Gatten auf Studienreisen durch England, Frankreich, Deutschland (1910–1911 Göttingen und Berlin) und Italien (1916 war Tenney Frank Gastprofessor in Rom).  Nach Eintritt der Vereinigten Staaten in den Weltkrieg wirkte sie in Italien als Krankenschwester. Bei Forschungen in  der Vatikanischen Bibliothek wurde sie von Achille Ratti, dem späteren Pius XI., auf ein altfranzösisches Passionsspiel aufmerksam gemacht, das sie 1922 herausgab.

Als Tenney Frank 1919 an die Johns Hopkins University in Baltimore berufen wurde, folgte ihm Grace Frank nach Baltimore, begann aber 1926 ihrerseits eine Hochschullehrerkarriere am Bryn Mawr College (in Philadelphia), zuerst als Lecturer, ab 1927 als Associate Professor und von 1933 bis 1952 als Non Resident Professor of French. Daneben war sie von 1934 bis 1936 Visiting Professor of Romance Philology an der Johns Hopkins University. Grace Frank gehörte 1925 zu den Gründungsmitgliedern der Medieval Academy of America (mit der Zeitschrift Speculum), deren Vizepräsidentin von 1948 bis 1951 und deren Fellow sie ab 1950 war. In Baltimore kam sie mit Leo Spitzer in Kontakt, der sie schätzte.

## Werke
- (Übersetzerin) Hermann Sudermann, Roses, four one-act plays, New York 1909, London/New York 1912
- (Hrsg.) La passion du Palatinus. Mystère du XIVeme siècle, Paris 1922, 1972, présenté et traduit par Jacques Ribard, Paris 1992
- (Hrsg.) Le miracle de Théophile. Miracle du XIIIe siècle, Paris 1925, 1949, 1967, 1975, 1986
- (Hrsg.) Le livre de la passion. Poème narratif du XIVe siècle, Paris 1930
- (Hrsg.) La Passion d’Autun, Paris 1934
- (Hrsg. mit Dorothy Miner) Proverbes en rimes. Text and illustrations of the fifteenth century from a French manuscript in the Walters Art Museum, Baltimore 1937
- The medieval French drama, Oxford 1954, 1960, 1972